# Landtag des Hochstifts Münster
Der Landtag des Hochstiftes Münster war im Mittelalter und der frühen Neuzeit die Versammlung der Stände im Hochstift Münster.

## Geschichte
Bereits um 1212 lud der Bischof von Münster zu einer Versammlung von Geistlichen und Ministerialen ein, bei der über die Stiftsangelegenheiten beraten wurde. Als Beratungsort wählte man Wolbeck, Münster oder Roxel, wie aus Urkunden hervorgeht. Im August 1267 taucht in den Annalen zum ersten Mal der Name „Larbroke“ auf. Dort wurde von 1267 bis 1618 der Landtag auf einer Waldlichtung abgehalten. Man wählte diesen Ort, weil er genau in der Mitte der drei Gaue Dreingau, Stevergau und Scopinggau lag. 

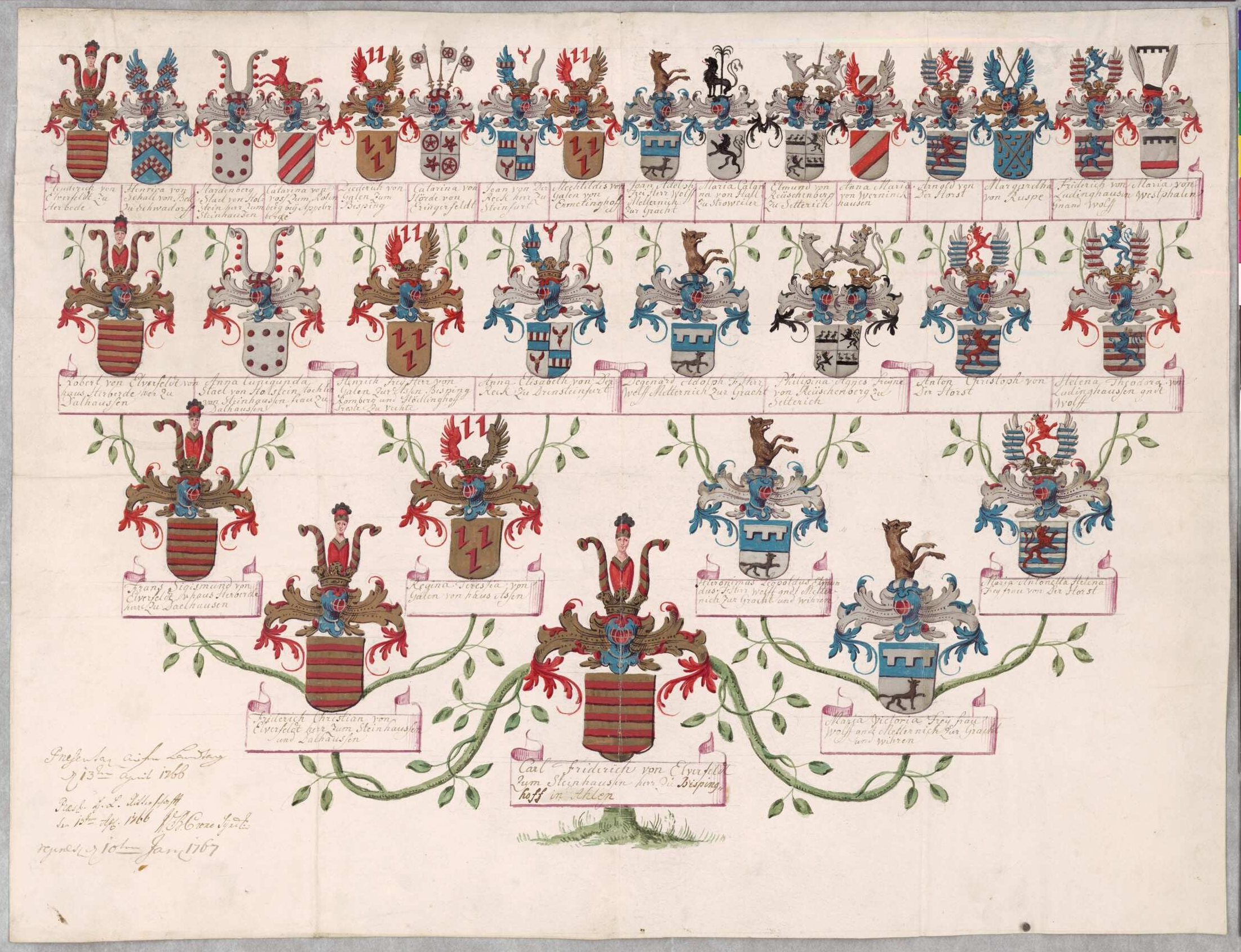
Ahnentafel des Probanden Karl Friedrich von Elverfeldt zur Aufschwörung 1766 und 1767 in die Ritterschaft des Münsterischen Landtags

Zum Landtag lud der Bischof nunmehr das Domkapitel, die Ritterschaft und die Städtevertreter des Stiftes. Der Landtag regelte das Steuerrecht und ab 1447 auch das Fehdewesen. 
Mit Beginn des Dreißigjährigen Krieges trafen sich die Deputierten in dem besser geschützten Münster. Der letzte Landtag von Laerbrock wurde am 21. August 1668 auf Veranlassung Fürstbischofs Christoph Bernhard von Galen abgehalten.